# 地村俊也
地村 俊也（ちむら としや、1986年10月25日 - ）は、日本のカメラマン、撮影技師、撮影監督。大阪府出身。

## 経歴
1986年大阪府出身。学生時代にDPとして撮影した自主制作映画「つくすみ」以降、撮影の道に携わる。特機や最新機材の知識が深く、「シネマティック」なルックを得意とし、RAW収録・グレーディングのワークフローにも精通する。2017年頃からインターネット広告やVP、ドローンを用いた撮影など活動の幅を広げている。現在、母校である大阪電気通信大学にて、非常勤講師として学生に映像制作の面白さを伝えている。

## 作品

### 映画
- 『つくすみ』（2011年）
- 『ふたりしずか』（2013年）
- 『星を継ぐ者／Inherit The Stars』（2015年）
- 『SWEET HOME INFERNO』（2015年）
- 『APARTMENT INFERNO』（2015年）
- 『それで世界は救われなくても／Till the End of the World』（2016年)
- 『CYBER DIVE』（2016年）
- 『冷たい床／Cold Feet』（2017年）
- 『AIM POINT』（2018年）
- 『POST 入ル』（2018年）[1]
- 『ぞめきのくに』（2019年）[2]
- 『鼓動の夏』（2020年）
- 『レンブとゆりかご』（2021年）

### ミュージック・ビデオ
- BEYOND「他閉症」（2014年）
- 溶けない名前「少女の官能基」（2015年）
- N.Y&BICYCLES「relic」（2015年）
- C.O.E「眠る魚」（2018年）
- Nameless One「壮途のナグルファル／Sailing Of The Naglfar」（2018年）
- HYDE feat. YOSHIKI「ZIPANG」（2019年）[3]

### その他
- START UP with KOBE（2018年）
- Seeing Differently（2019年）
- 革命前夜 the Night before our Revolutions（2022年）

## 受賞歴
- 2017年第５回仏ニース国際映画祭（NICE IFF）コンペティション部門／作品賞（『それで世界は救われなくても／Till the End of the World』）
- 2017年第２回米ロズウェル映画祭（RFF）コンペティション部門／撮影賞・編集賞（『星を継ぐ者／Inherit The Stars』）
- 2017年第３回独ベルリン国際フィルムメーカー映画祭（BERLIN IFF）コンペティション部門／特殊視覚効果賞（『星を継ぐ者／Inherit The Stars』）
- 2018年第４回米ノーザン・ヴァージニア国際映画祭（NOVA Film Fest）コンペティション部門／最優秀短編映画撮影賞（『冷たい床／Cold Feet』）
- 2018年第１回米サウザン・ステイツ・インディー映画祭（SSIFFF）長編コンペティション部門／撮影賞（『冷たい床／Cold Feet』）
- 4K・VR徳島映画祭2019 あわ文化振興部門／映像賞（『ぞめきのくに』）[4][5]